# Sospita eromena
Sospita eromena är en fjärilsart som beskrevs av Jordan 1912. Sospita eromena ingår i släktet Sospita och familjen juvelvingar. Inga underarter finns listade i Catalogue of Life.